# Coluna
Pour le footballeur, voir Mário Coluna.
Coluna est une municipalité brésilienne de l'État du Minas Gerais et la Microrégion de Guanhães.